# Кальницьке
Кальни́цьке —  село в Україні, у Новосанжарській селищній громаді Полтавського району Полтавської області. Населення становить 6 осіб. До 2020 орган місцевого самоврядування — Супротивнобалківська сільська рада.

## Географія
Село Кальницьке знаходиться за 0,5 км від села Супротивна Балка та за 1,5 км від села Бечеве.

## Історія
12 червня 2020 року, відповідно до розпорядження Кабінету Міністрів України № 721-р «Про визначення адміністративних центрів та затвердження територій територіальних громад Полтавської області», село увійшло до складу Новосанжарської селищної громади.
19 липня 2020 року, в результаті адміністративно - територіальної реформи та ліквідації Новосанжарського району, село увійшло до складу новоутвореного Полтавського району Полтавської області.